# Ralf Kleinmann
Ralf Kleinmann (Colonia, 13 marzo 1971) è un ex giocatore di football americano e allenatore di football americano tedesco che ha giocato come kicker.

## Palmarès
- 3 World Bowl (Frankfurt Galaxy, 1995, 1999, 2003)